# تل باغ آرین
تل باغ آرین مربوط به سده‌های اولیه دوران‌های تاریخی پس از اسلام است و در شهرستان شیراز، بخش کوار، دهستان فرمشکان، روستای حکوان، داخل باغ آرین واقع شده و این اثر در تاریخ ۳۰ بهمن ۱۳۸۶ با شمارهٔ ثبت ۲۰۸۱۲ به‌عنوان یکی از آثار ملی ایران به ثبت رسیده است.